# Kamil Śleszyński
Kamil Śleszyński (ur. 1982 w Białymstoku) – polski fotograf, dokumentalista, twórca książek fotograficznych.

## Życiorys
Ukończył historię na Uniwersytecie w Białymstoku. Jest laureatem TIFF Festival (2017, 2021). Wyróżniony w konkursie Talent Roku organizowanym przez Fundację Pix.house (2019, 2022). Stypendysta Marszałka Województwa Podlaskiego (2014, 2023) i Prezydenta Miasta Białegostoku (2021). Jego prace znalazły się w finale międzynarodowego konkursu fotograficznego Gomma Grant (2023, 2024).    
Jego książki Wolka i Prolog zostały umieszczone na liście najlepszych publikacji fotograficznych księgarni internetowej Photobookstore (2019, 2020).     
Mieszka i pracuje w Białymstoku. W latach 2021-2024 był związany zawodowo z Wydziałem Studiów Kulturowych Uniwersytetu w Białymstoku, gdzie prowadził autorski cykl warsztatów fotograficznych.        

## Książki
- Wolka (2019)
- Prolog (Galeria im. Sleńdzińskich w Białymstoku 2020)
- Balistyka końcowa (2019, 2022, 2025)
- Uroki (2023)
- Wadliwa więź (2024)

Źródło